# 2-Amino-5-phosphonovaleriansäure
2-Amino-5-phosphonovaleriansäure (kurz APV oder AP5) ist eine synthetische, nichtproteinogene Aminosäure.
APV ist ein selektiver NMDA-Rezeptor-Antagonist, das diesen Rezeptor schon in kleinen Dosen kompetitiv hemmt. Dabei wird das D-Enantiomer dieser Aminosäure als das biologisch aktive Isomer angesehen.

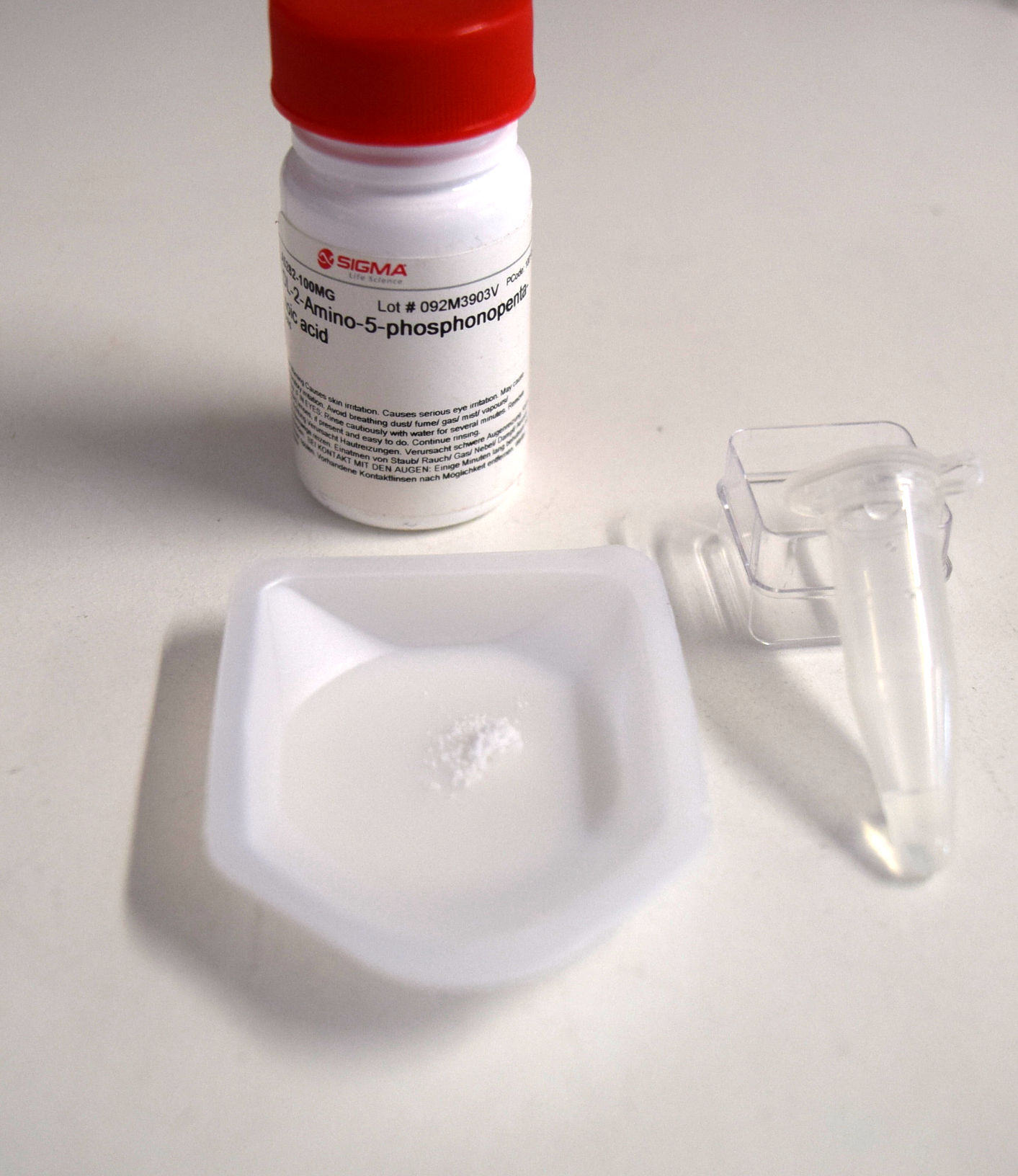
Probe von APV

APV wurde von Jeff Watkins und Harry Olverman entwickelt.